# Сан-Симеон-Пикколо
Це́рковь Сан-Симео́н-Пи́кколо (итал. San Simeon Piccolo) — католический храм в Венеции, расположенный в районе Санта-Кроче, на Гранд-канале, справа от Палаццо Адольдо и напротив железнодорожной станции Санта-Лучия. Храм посвящён святым Симону и Иуде и является единственным в Венеции, в котором литургия проводится по канонам Тридентской мессы.

## История
Предположительно, первая церковь была основана в X—XI веке венецианскими семьями Адольдо и Бриози. Основание прихода следует отнести к XI веку, а освящение первого храма состоялось 21 июня 1271 года. Первый храм, вероятно, был базиликой с тремя нефами и был расположен параллельно Гранд-каналу. Это сооружение к XVI веку настолько просело, что было решено полностью его перестроить. Храм посвящён святым Симону и Иуде.
В 1718 году, по инициативе приходского священника Джамбаттисты Молина, строительство нового храма было поручено архитектору Джованни Скальфаротто, о чём сохранилась надпись в пронаосе храма. Однако существуют сомнения в том, что Скальфаротто был единственным архитектором; высказываются предположения, что он отвечал только за строительство и сметы, а у заказчика уже был проект, который разработал кто-то другой.
Строительство храма длилось 20 лет и завершилось его освящением 27 апреля 1738 года, которое совершил епископ Новиградский (Истрия) Гаспар Негри, бывший когда-то учеником священника этой церкви.
Название «Сан-Симеон-Пикколо» — Сан-Симеон Малый — было дано, чтобы отличать церковь от другой — Сан-Симеоне-Гранде, которая расположена по соседству. После постройки нового храма в XVIII веке «Малая» церковь стала намного больше по размерам, чем «Большая», однако названия сохранились.
До 1807 года церковь была коллегиальной, поэтому в ней был учреждён небольшой капитул, состоящий из двух священников, которые помогали главе прихода в управлении им. Однако со временем остался только один приходской священник.
До 1807 года храм был филиалом Сан-Пьетро-ди-Кастелло, но во время правления Наполеона в Италии филиал был упразднён, хотя храм сохранил статус приходской церкви.
Патриарх Венеции кардинал Анджело Скола в 2006 году передал храм братству Святого Петра. Храм является единственным в Венеции, в котором литургия проводится по канонам Тридентской мессы — служба ведётся на латинском языке и сопровождается грегорианскими песнопениями.

## Архитектура
Необычный вид церкви, огромный овальный купол и её расположение напротив вокзала делают её одним из узнаваемых символов Венеции. Храм выстроен в стиле неоклассицизма, и заметный эклектизм позволяет определить источники «архитектурных цитат». Рудольф Виттковер в своей монографии полагал, что Сан-Симеон создана по образцу римского Пантеона с пронаосом на фасаде храма, а акцент на куполе очевидно вдохновлён работой Лонгены над Санта-Мария-делла-Салюте. Симметрия вокруг большого купола присуща византийским базиликам и, возможно, является «архитектурной цитатой» Сан-Марко, хотя многочисленные капеллы, расположенные по периметру круга, характерны для храмов, построенных после Тридентского собора.

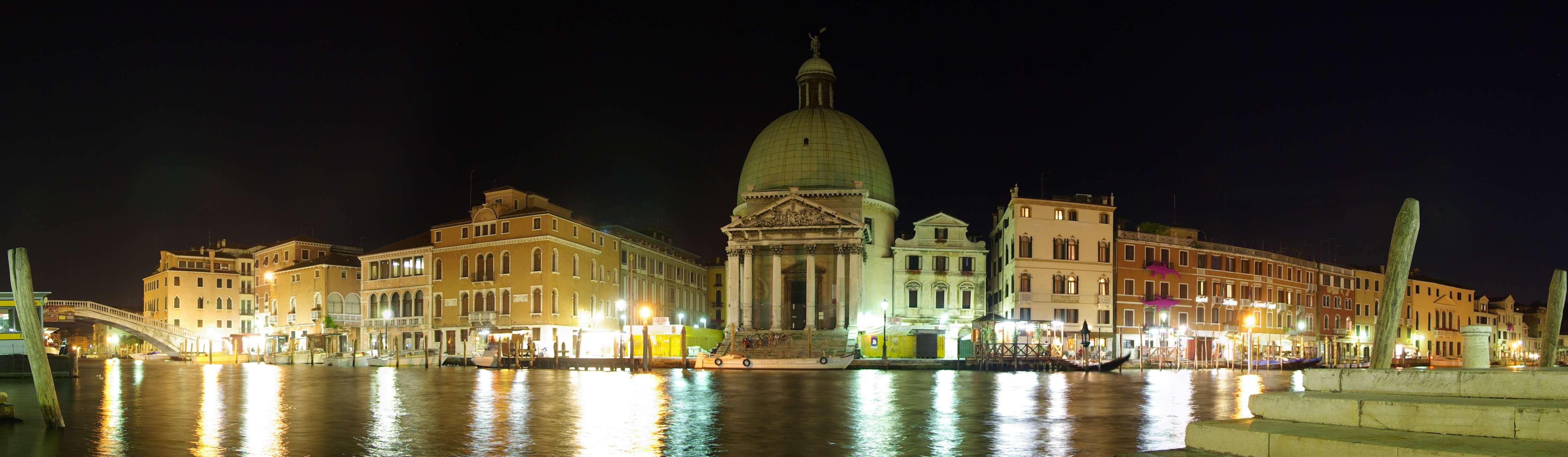
Ночная панорама на набережную «Сан-Симеон Пикколо»

Основной объём храма имеет цилиндрическую форму с куполом диаметром 20 метров, покрытым медью и увенчанным фонарем. Вход в храм выполнен в виде пронаоса коринфского ордера с треугольным тимпаном, на котором находится мраморный барельеф, изображающий мученичество титулярных святых работы Франческо Пенсо, известного как «иль Кабьянка» XVIII век.
Пронаос на фоне круглого в плане храма — это опять «цитата», которую можно увидеть на площади Пьяцца дель Пополо в Риме в «церквях-близнецах» Санта-Мария-дей-Мираколи и Санта-Мария-ин-Монтесанто, тогда как входная группа организована по образцу раннехристианских катакомб, как это сделал Пьетро да Кортона в храмах Санта-Мария-ин-Виа-Лата и Санти-Лука-э-Мартина.

### Интерьер

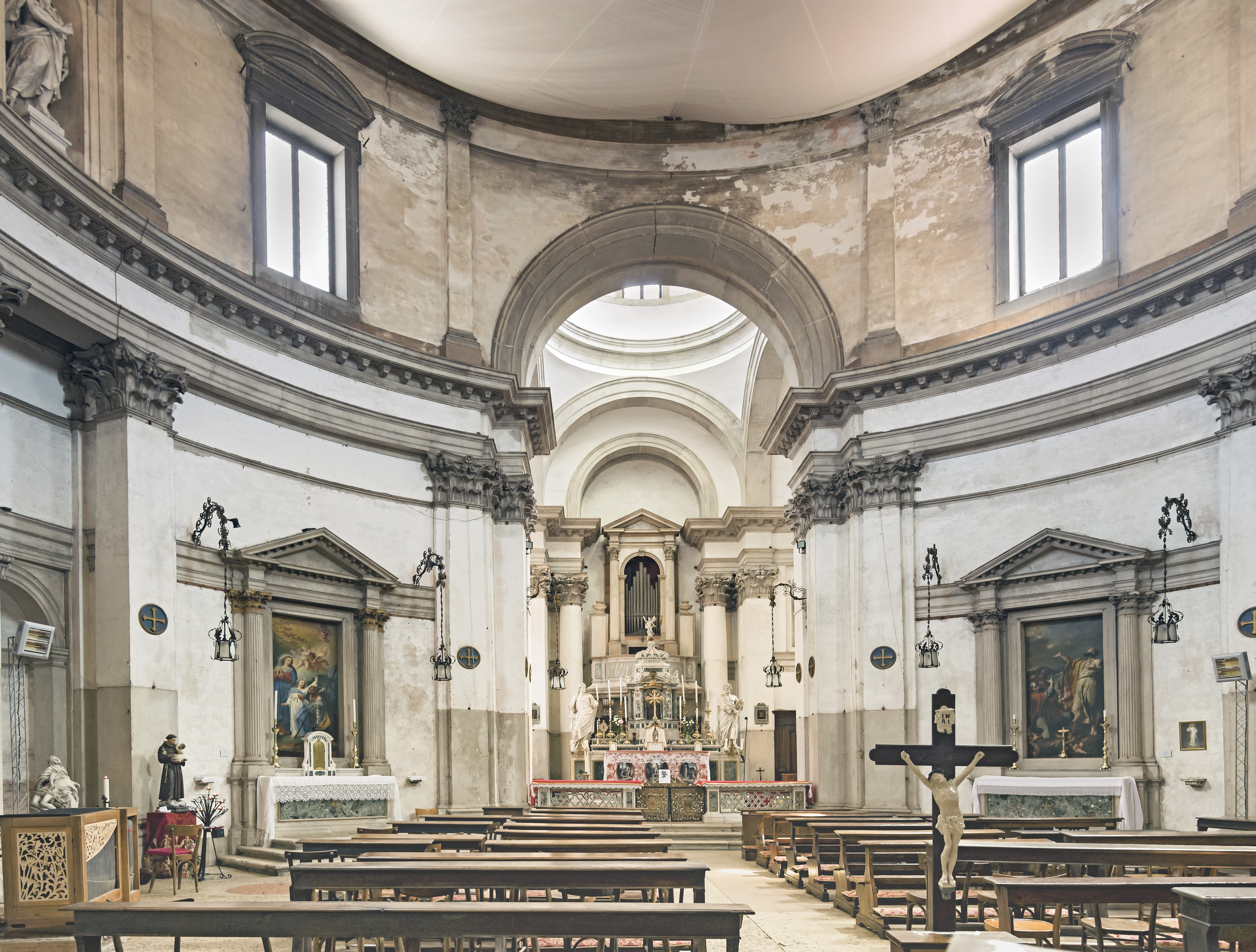
Основной объём храма, наос

Круглый в плане наос декорирован парными пилястрами коринфского ордера: нижний ярус имеет пилястры, которые поддерживают арки и своды. На верхнем ярусе расположены по кругу шесть больших окон, между которыми расположены ниши со статуями евангелистов, выполненные неизвестным венецианским скульптором XVIII века. В нефе расположены четыре одинаковых алтаря коринфского ордера: в первом справа от входа полотно с изображением Святого Франческо ди Паола, поддерживаемого ангелом, и Сан-Гаэтано-да-Тьене работы Антонио Маринетти из Кьоццотто; второй алтарь, также с правой стороны, посвящён титулярным святым церкви, изображённым на алтаре вместе со святым Иоанном Крестителем (работа, приписываемая Маттиа Бортолони или Франческо Полаццо — XVIII век). С левой стороны от входа расположен алтарь Святой Доротеи с запрестольным образом, изображающим её мученичество, работы Анджело Вентурини, и алтарь Святого Семейства с полотном Томазо Бугони (XVIII век). Между ними находится мраморный барельеф, изображающий Пьету работы Бартоломео Скальфаротто.
В центре пресвитерия с куполом и двумя апсидами по бокам находится главный алтарь (XVIII век) из истрийского камня с панелями из зелёного мрамора. Между двумя статуями святых Симеона и Иуды из каррарского мрамора находится изящная дарохранительница с троном, окружённая картинами с золотым фоном: «Три Марии у гроба» и «Магдалена» (XVIII век, предположительно авторства Франческо Маджотто). На заднем плане, вдоль экседры главной часовни, находятся хора с органом конца XVIII века (ныне не работает). Для служб используется современный орган Джорджио Карли 2006 года.
Пресвитерий, прямоугольный и двуапсидный, является очередной цитатой, — такие архитектурные решения есть в базилике Христа-Искупителя Андреа Палладио и базилике Санта-Мария-делла-Салюте Бальдассаре Лонгена.
В ризнице есть элегантный алтарь в виде эдикулы с мраморным распятием, приписываемый Джованни Марчиори (XVIII век).
Молодой Томмазо Теманца выполнил оформление арки в сакристии. В письме к Луккези Теманца писал, что ввёл новшество в орнаментальный мотив картуша в виде раковины, который использовался в древней архитектуре для оформления вершины арок.

### Крипта
Под церковью находится единственная в Венеции крипта, расписанная фресками со сценами из Крестного пути и Ветхого Завета. Две длинных галереи пересекаются восьмиугольным помещением, в центре которого находится алтарь. По периметру галерей расположены двадцать одна погребальная ниша, восемь из которых замурованы и пока не исследованы. Из-за высокой влажности состояние фресок неудовлетворительное.